# Nikodemów
Nikodemów – wieś w Polsce położona w województwie lubelskim, w powiecie lubelskim, w gminie Zakrzew.
| SIMC    | Nazwa  | Rodzaj    |
| ------- | ------ | --------- |
| 0905787 | Wygoda | część wsi |

W latach 1975–1998 miejscowość administracyjnie należała do województwa zamojskiego.
Wieś stanowi sołectwo gminy Zakrzew. Według Narodowego Spisu Powszechnego z roku 2011 wieś liczyła 158 mieszkańców.
Według spisu powszechnego z roku 1921 kolonia Nikodemów posiadała 31 domów i 184 mieszkańców, natomiast w folwarku spisano 1 budynek i 31 mieszkańców.
Wierni Kościoła rzymskokatolickiego należą do parafii św. Stanisława w Starej Wsi.